# 苏一平
苏一平（1919年—），原名浦望文，男，陕西西安人，中国剧作家，曾任中华全国戏剧工作者协会全国委员会委员。